# 2006 у науці

## Відкриттята події

### Біологія
- 15 квітня — Ентоні Атала та команда Баптистського медичного центру Вейк-Форест у Сполучених Штатах оприлюднили свій успіх у трансплантації перших лабораторно вирощених органів, сечових міхурів, пацієнтам[1].
- 15 травня — послідовність останньої хромосоми в проєкті геному людини опублікована в журналі Nature.
- 16 серпня — з'явилось повідомлення про знаходження зон акселерації людини[2].
- 23-28 вересня у Фукуоці (Японія) відбувся 6-й Міжнародний диптерологічний конгрес.
- Дельфін озерний, також китайський річковий дельфін або байцзі оголошено «функціонально вимерлим»[3].

#### Медицина
- Почався випуск апарата АМП, розробленого провідним науковим співробітником Харківського інституту неврології, психіатрії та наркології Академії медичних наук України, доктором медичних наук Анатолієм Малихіним спільно з директором ТОВ НПК «Біопромінь» Анатолієм Пулавським. Завдяки цьому пристрою можна робити аналіз крові більш ніж за 130 показниками, не використовуючи жодної краплини крові. Похибка, як і під час звичайного аналізу крові, не перевищує 2%, а результат готовий вже за 180-720 секунд[4].

### Астрономія
- Міжнародний астрономічний союз вперше ухвалив формальне визначення терміна «планета». Через це Плутон, що з дня його відкриття 1930 року вважався дев'ятою планетою, втратив статус пленети і був зарахований до нової категорії карликових планет разом з Еридою та Церерою[5].
- За допомогою оптичної інтерферометрії з довгою базою була виявлена асферичність Веги[6].
- За допомогою методу гравітаційного мікролінзування у 2006 році в рамках проєкту Optical Gravitational Lensing Experiment у сузір'ї Скорпіона біля зірки OGLE-2005-BLG-390L виявлена екзопланета OGLE-2005-BLG-390Lb[7].

### Космонавтика
- 15 січня — Місія NASA Стардаст успішно доставила на Землю зразки комети.
- 19 січня — NASA запустила «Нові обрії» (англ. New Horizons) — перший космічний корабель до Плутона з метою його ретельнішого вивчення.
- 24 березня — перший запуск ракети-носія Falcon 1 закінчився невдачею на етапі роботи двигуна першого ступеня.
- 6 липня — запуск місії STS-121 космічного корабля «Діскавері».
- 9 вересня — запуск місії STS-115 космічного корабля «Атлантіс».
- 14 вересня — старт ракети-носія «Союз-У» з супутником розвідувальним Космос-2423.
- 18 вересня — старт «Союзу ТМА-9» з чотирнадцятою експедицією МКС і першою жінкою-космічною туристкою.
- 10 грудня — Швеція вперше відправила свого астронавта в космос — запуск відбувся на шатлі «Діскавері» місії STS-116.

### Математика
- Великий проєкт пошуку простих чисел знаходить 44-те просте число Мерсенна[8].

### Геологія
- 21 квітня в 00:25 за місцевим часом у Коряцькому автономному окрузі стався землетрус магнітудою 7,6, за ним пішли афтершоки магнітудою від 4,3 до 5,1, наступний потужний поштовх стався 30 квітня о 5:58 і досяг магнітуди 6,6 і також викликав низку афтершоків[9].
- 24 квітня поблизу міста Рамла між Тель-Авівом і Єрусалимом виявлено печеру Аялон. Вона має довжину понад 2700 метрів і за цим показником займає друге місце серед вапнякових печер Ізраїлю[10].
- Італійською групою «Akakor Geographical Exploring» на півночі Бразилії, біля кордону з Венесуелою відкрита найглибша печера Південної Америки, а також найглибша печера світу в кварцитах Абісму-Гуй-Колет.

### Інформатика
- 15 липня — запущена соціальна мережа Твіттер.
- 7 вересня — Компанія «IBM» заявила про наміри побудувати найшвидший у світі суперкомп'ютер, «Roadrunner», у чотири рази швидший, ніж теперішній чемпіон «Blue Gene/L». Новий суперкомп'ютер будуватиметься за гібридною технологією і міститиме 16000 звичайних і 16000 Cell-процесорів, завдяки чому планова пікова швидкість роботи становитиме 1.6 петафлопс.

### Історія
- При Інституті історії НАН України створений Відділ історичної регіоналістики, вчені якого займаються дослідженням питання історичної регіоналістики України.

### Археологія
- При проведенні обстеження траси магістрального газопроводу «КС Сохрановка — КС Октябрська» відкрито стародавнє поселення ранньої бронзової доби (3 тис. до Р. Х.) та середньовіччя (VIII—X ст.) Кіреєвка-2, розташоване біля хутора Киреєвка Октябрського району Ростовської області. Тоді ж було відкрито поселення епохи середньовіччя (VIII—X століть н. е..) Турбута-1, розташоване за 3,5 км на північний захід від селища Новосвєтловський Октябрського району Ростовської області.

### Літературознавство
- 15 вересня у Волинському державному університеті імені Лесі Українки відкрито Науково-дослідний інститут Лесі Українки, створений для ґрунтовного вивчення життя та творчості Лесі Українки.

### Педагогіка
- 20 квітня з метою проведення фундаментальних і прикладних досліджень, спрямованих на розв'язання актуальних теоретичних і методологічних проблем педагогіки і психології професійної (професійно-технічної) освіти створено Інститут професійно-технічної освіти НАПН України.

## Наукові нагороди 2006 року

### Нобелівська премія
- З фізики — Джон Мазер (США) та Джордж Смут (США), за відкриття анізотропії і чорнотільної структури енергетичного спектру космічного фонового випромінювання.
- З хімії — Роджер Девід Корнберг (США) «за дослідження механізму копіювання клітинами генетичної інформації».
- З медицини та фізіології — Ендрю Фаєр (США) та Крейг Мелло (США) «за відкриття РНК інтерференції — пригнічення експресії генів дволанцюговою РНК».
- З економіки — Едмунд Фелпс (США) «за аналіз міжчасового обміну в макроекономічній політиці».

### Медаль Маттеуччі
- Джорджо Беллетіні[it]

### Абелівська премія
- Леннарт Карлесон (Королівський технологічний інститут, Швеція) «за глибокий і фундаментальний внесок в гармонічний аналіз і теорію гладких динамічних систем».

### Медаль Філдса
- Андрій Окуньков (Росія).
- Григорій Перельман (Росія) — відмовився від медалі.
- Теренс Тао (Австралія).
- Венделін Вернер (Франція).

### Медаль Коплі
- Стівен Гокінг «За видатний внесок у теоретичну фізику і теоретичну космологію».

### Премія Гаусса
- Іто Кійосі (Японія).

### Премія Альберта Ейнштейна
- Ахмед Хассан Зевейл (Каліфорнійський технологічний інститут) — за дослідження у сфері фемтохімії.

### Бейкерівська лекція
- Атен Дональд // The mesoscopic world — from plastic bags to brain disease — structural similarities in physics

### Премія Тюрінга
- Френсіс Аллен (США) «За інноваційний внесок до теорії і практики оптимізації технік компіляторів, що поклало основу для сучасних оптимізованих компіляторів і автоматичного паралельного виконання».

### Золота медаль імені В. І. Вернадського Національної академії наук України
- Митропольський Юрій Олексійович (Україна) «за видатні досягнення в теорії диференціальних рівнянь, створення асимптотичних методів нелінійної механіки і математичної фізики та їх застосування».
- Осипов Юрій Сергійович (Росія) «за видатні досягнення в теорії оптимального керування, розвиток спектральної теорії стабілізації руху нелінійних систем та їх застосування».

### Премії НАН України імені видатних учених України
Докладніше: Премії НАН України імені видатних учених України — лауреати 2006 року

### Державна премія України в галузі науки і техніки
Докладніше: Державна премія України в галузі науки і техніки — лауреати 2006 року

## Науковці, що померли 2006
- Агекян Татеос Артемович (нар. 1913) — радянський астроном
- Герхард Адельман[de] (нар. 1925) — німецький історик
- Азбелєв Микола Вікторович (нар. 1922) — російський математик
- Алексєєв Анатолій Арсенійович
- Алексєєва Олена Семенівна
- Алтухов Юрій Петрович
- Алфеєв Володимир Миколайович
- Кетлін Антонеллі
- Ачкіназі Ігор Веніамінович
- Балашов Микола Іванович
- Барановський Роман Євстахійович
- Фелікс Баранський
- Ріа Бекерс
- Бернадський Юрій Йосипович
- Любен Беров
- Беседін Сергій Миколайович
- Бідюк Мартин Миколайович
- Білик Василь Данилович
- Бліхар Євген Йосипович
- Боброва Діна Василівна
- Болдін Валерій Іванович
- Брик Михайло Теодорович
- Брюховецький Яків Михайлович
- Будьонний Юрій Васильович
- Булянда Олександр Олексійович
- Герберт Вальтер[de] (нар. 1935) — німецький фізик
- Джеймс ван Аллен
- Веремієнко Кузьма Микитович
- Вишневський Паладій Федорович
- Йоганнес Віллебрандс
- Вітков Захар Аронович
- Віцяк Павло Іванович
- Емануель Влчек
- Волковинська Параска Григорівна
- Волковинський Валерій Миколайович
- Стівен Воршелл
- Гаврилюк Михайло Олександрович
- Галась Михайло Іванович
- Галяс Василь Терентійович
- Кліфорд Гірц
- Гнатенко Марина Василівна
- Горбач Раїса Володимирівна
- Володимир Гостічка
- Вільям Готтліб
- Грицьків Зенон Дмитрович
- Грищенко Арнольд Панасович
- Данилевський Микола Федорович
- Даценко Ірина Іванівна
- Денисюк Юрій Миколайович
- Юсеф Дервіш
- Дихан Михайло Дмитрович
- Долішній Мар'ян Іванович
- Дражньовський Роман Йосипович
- Теодор Дрейпер
- Дрізул Олександр Арвідович
- Дукельський-Тесленко Юрій Володимирович
- Дяченко Іван Іванович
- Ойген Евіг[de] (нар. 1913) — німецький історик
- Епштейн Овсій Володимирович
- Єлісаветський Стер Якович
- Єсаян Степан Олександрович
- Єфремов Веніамін Павлович
- Жданов Юрій Андрійович
- Владислав Желенський
- Заблонський Костянтин Іванович
- Закревський Дмитро Васильович
- Замятін Вадим Іванович
- Захаров Юрій Васильович
- Зеленцов Анатолій Михайлович
- Зінь Михайло Олексійович
- Зубков Дмитро Петрович
- Стівен Роберт Ірвін
- Каган Мойсей Самійлович
- Сузан Кахраманер
- Качан Іван Тихонович
- Джин Кіркпатрік
- Клименко Іван Юхимович
- Коваль Віра Павлівна
- Ковальський Микола Павлович
- Колпакова Галина Сергіївна
- Коморовський Ростислав-Юрій Теофілович
- Кондратюк Олександр Пантелеймонович
- Косевич Арнольд Маркович
- Костін Олексій Іванович
- Костюхін Євген Олексійович
- Костюченко Петро Петрович
- Кота Федір Степанович
- Джон Кранк
- Краснобаєва Олександра Петрівна
- Крижачківський Микола Людвігович
- Круталевич Вадим Андрійович
- Кручинський Генріх Владиславович
- Кубарєв Василь Миколайович
- Кунченко Юрій Петрович
- Курц Карел
- Кухто Микола Кузьмич
- Лавренюк Венедикт Антонович
- Лаврик Андрій Устимович
- Еугеніуш Лазовський
- Гайнц Ланге
- Левада Юрій Олександрович
- Естер Ледерберг
- Дьордь Литван
- Литвинчук Георгій Семенович
- Лісова Ніна Денисівна
- Лісогор Катерина Іванівна
- Лобурець Василь Єгорович
- Лупійчук Володимир Васильович
- Мяйле Лукшене
- Любар Олександр Опанасович
- Джордж Макі
- Мартин Віктор Михайлович
- Мартиненко Іван Іванович (1924)
- Мартін Девід Крускал
- Мартін Льоб
- Медведик Петро Костьович
- Джейкоб Мінсер
- Джордж Вільям Міллер
- Мері Кеннер
- Мороз Мирослав Олександрович
- Мороз Олексій Дмитрович
- Моссаковський Володимир Іванович
- Мощич Петро Степанович
- Джон Віктор Мурра
- Френк Набарро
- Навакатікян Олександр Оганесович
- Наконечний Євген Петрович
- Нероденко Володимир Минович
- Юваль Неєман
- Неустроєв Олександр Леонідович
- Нікітін Андрій Іванович
- Огородніков Володимир Іванович
- Олійник Володимир Петрович
- Корнеліус О'Лірі
- Онищенко Олексій Мусійович
- Оробець Юрій Миколайович
- Дафна Осборн
- Паніна Наталія Вікторівна
- Паталаха Євген Іванович
- Патрушев Олександр Іванович
- Грамоз Пашко
- Тейво Пентікяйнен
- Петровський Артур Володимирович
- Плавскін Захарій Ісаакович
- Станіслав Плева
- Погорілко Віктор Федорович
- Пол Бах-і-Ріта
- Пол Річард Халмош
- Пономарьова Галина Миколаївна
- Віктор Поспішіл
- Привалко Валерій Павлович
- Прозорова Наталія Сергіївна
- Рагнхільд Сундбі
- Раймон Додель
- Раймонд Девіс (молодший)
- Райнгарт Козеллек
- Рахліна Леонора Натанівна
- Ревуцький Євген Львович
- Римаренко Юрій Іванович
- Дерек Рід
- Роберт Брюс Мерріфілд
- Роландас Павільоніс
- Романяк Мирослав Йосипович
- Френсіс Роуз
- Савчин Лев Степанович
- Сагінов Абилкас Сагінович
- Саєнко Рена Іллівна
- Саймон Бедая-Нгаро
- Саляк Йосип Іванович
- Сафонова Серафима Карпівна
- Сафронова-Паустовська Галина Борисівна
- Светла Матхаузерова
- Сенченко Григорій Іванович
- Симоненко Віктор Дмитрович
- Сиротенко Василь Трохимович
- Сілвіу Брукан
- Скакун Микола Петрович
- Славов Микола Антонович
- Смирнов Віктор Ксенофонтович
- Сміленко Алла Трохимівна
- Спину Гліб Олександрович
- Пітер Стросон
- Сухов Ігор Миколайович
- Табачковський Віталій Георгійович
- Марі Тарп
- Ткачук Станіслав Порфирович
- Тодосієнко Микола Маркович
- Фастовська Іда Йосипівна
- Федишин Олег
- Федорченко Віктор Михайлович (лікар)
- Федько Валентина Тимофіївна
- Франц Фершль[de] (нар. 1929) — німецький статистик
- Фомін Ігор Олександрович
- Форгель Михайло Якубович
- Дімітріос Цибукідіс
- Асіма Чаттерджі
- Зоя Чаушеску
- Оуен Чемберлен
- Черемський Петро Григорович
- Чинков Анатолій Федорович
- Чистович Людмила Андріївна
- Чуйко Олексій Олексійович
- Чхиквадзе Віктор Михайлович
- Шалімов Олександр Олексійович
- Шахтар Павло Савелійович
- Мелвін Шварц
- Ніколас Шеклтон
- Шикула Микола Кіндратович
- Шияновський Владислав Іванович
- Шкіря Тиберій Михайлович
- Шкробот Василь Тимофійович
- Шор Наум Зуселевич
- Ганс-Карл Штепп
- Гуго Штрунц
- Юдін Давид Беркович
- Ялі Іван Олександрович
- Янів Софія
- Яновський Георгій Вікторович
- Янчук Василь Зіновійович